# す゜
す゚（ス゚、「す゚読みは ㇲ「s」または、ス/ツ「s/tsu」、チュ「chu」）は、片仮名のひとつである「す」の右肩に圏点「゜」を付けた文字。

## 解説
Unicodeにおいては、単体では表示されていないものの、連結用半濁点との合字「U+30B9 U+309A（ス＋゜）」または、「U+3059 U+309A（す＋゜）」で表現できる。
- ト゚ 、ツ゚- 同様に中国語やアイヌ語などの表記に用いられた文字。「チュ(chu)」
- 宮古方言特有の「つ」と「す」の中間の発音表記に用いられた文字。「ス/ツ(s/tsu)」[2]
- 東京山の手方言特有の語尾「~すっ。」等の表記に用いられた文字。「す゚(s)」